# Gergely Nagy
Gergely Nagy (sinh 27 tháng 5 năm 1994 ở Cegléd) là một cầu thủ bóng đá Hungary hiện tại thi đấu cho Vasas SC.